# Fede tider
Fede tider er en dansk film fra 1996.
- Manuskript og instruktion Peter Bay.

Blandt de medvirkende kan nævnes:
- Sofie Gråbøl
- Ken Vedsegaard
- Vigga Bro
- Martin Brygmann
- John Martinus
- Gyda Hansen